# Естонска центристка партия
Естонската центристка партия е лявоцентристка, социално-либерална партия в Естония, член на Европейската либерално-демократическа реформистка партия. След присъединяването към партията към 21 август 2005 г. на Естонската партия на пенсионерите, партията става втора по брой членове в Естония – с над 9000 члена.

## Основаване
Партията е основана на 12 октомври 1991 г. на базата на Народния фронт в Естония.

## Парламентарни избори
- 1995 – 16 мандата (14,2%)
- 1999 – 28 мандата (23,4%)
- 2003 – 28 мандата (25,4%)
- 2007 – 29 мандата (26,1%)